# 芒塔索阿螳属
芒塔索阿螳属（学名：Mantasoa）为螳科的一个属。

## 下属物种
本属包括以下物种：
- 雷氏芒塔索阿螳 Mantasoa lebbei Mériguet, 2005
- 斑芒塔索阿螳 Mantasoa maculata (Saussure & Zehntner, 1895)